# Straße des 18. Oktober
Die Straße des 18. Oktober in Leipzig führt als Fortsetzung der Windmühlenstraße vom Bayrischen Platz in südöstlicher Richtung auf das Völkerschlachtdenkmal zu. Ihr Name erinnert an den Tag des entscheidenden Sieges der alliierten Truppen über Napoleon in der Völkerschlacht bei Leipzig, den 18. Oktober 1813.

## Verlauf und Bebauung
Vom Bayrischen Platz bis zur Semmelweisstraße verläuft die Straße des 18. Oktober vierspurig, beiderseits mit Rad- und Fußweg, welche von der Fahrbahn durch eine Reihe von Linden getrennt sind. Auf der Nordostseite folgen auf ein Punkthochhaus vom Typ PH 16 drei Altbauten in geschlossener Bebauung bis zur Ecke Johannisallee, nach denen die Bauflucht auf dieser Straßenseite ausgerichtet ist. Ein über 290 Meter langer achtstöckiger Baukörper aus elf gegeneinander versetzten Teilen enthält Studentenwohnungen. Er wird von zwei weiteren Punkthochhäusern eingefasst.
Die Bauten auf der südwestlichen Seite sind über 50 Meter von der Straße entfernt hinter Wiesengelände, Bäumen und Parkplätzen. Es sind acht elfgeschossige Plattenbau-Wohnscheiben vom Typ P2, die durch Erschließungsstraßen angebunden sind. Ihre Reihe ist unterbrochen durch ein Punkthochhaus und eine Einkaufseinrichtung und wurde bis zu seinem Abriss 2022 durch ein Gebäude eines nicht mehr betriebenen Rechenzentrums abgeschlossen. Hier soll zukünftig ein neues Wohnhochhaus entstehen.

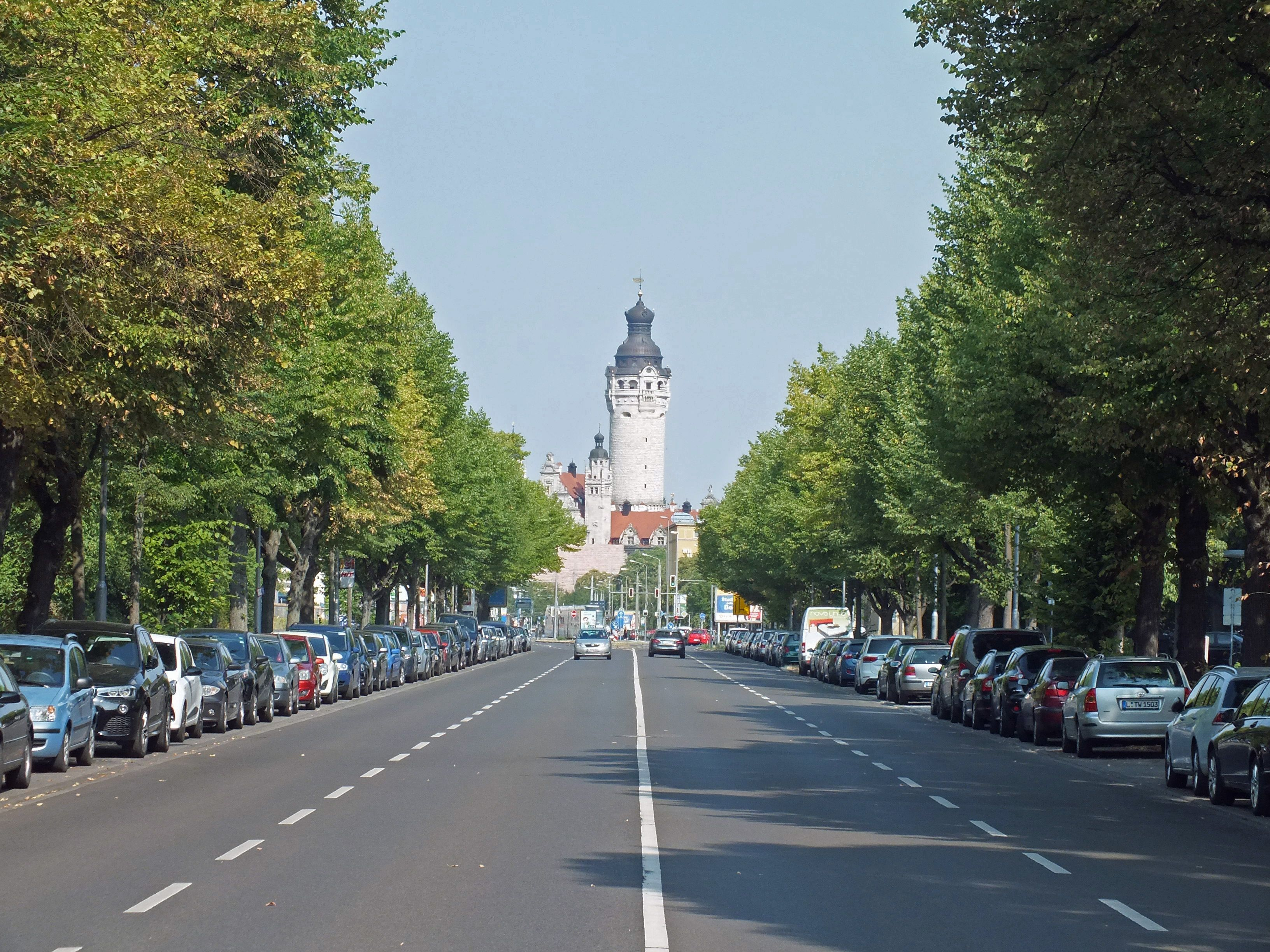
Nach Nordwest mit dem Turm des Neuen Rathauses

Kurz vor der Semmelweisstraße macht die Straße einen leichten Knick von 5 Grad nach links. Nach älteren Vorstellungen sollten möglichst das Völkerschlachtdenkmal und der Turm des Neuen Rathauses an den Straßenenden zu sehen sein. Das ließ sich aber nicht realisieren. So sieht man bis zur Semmelweisstraße nach einer Seite den Rathausturm und nach der anderen den Turm der ehemaligen sowjetischen Messehalle mit dem roten Stern und erst nach dem Knick das Völkerschlachtdenkmal.
100 Meter nach der Semmelweisstraße teilt sich die Straße und bildet den Deutschen Platz, an dem sich die Deutsche Bücherei mit seiner Erweiterung von 2011 und das Max-Planck-Institut für evolutionäre Anthropologie gegenüberstehen.
Die Einfahrt zum Alten Messegelände ist überbaut und nur auf zwei Spuren genutzt. Von den beiden 50 Meter voneinander entfernten Bahnen der Straße des 18. Oktober im Messegelände dient nur noch die auf die Einfahrt folgende dem Kraftverkehr. Die andere ist Fahrrädern vorbehalten und auch teilweise bebaut. An der Fahrstraße stehen hier umgenutzte Messe-Ausstellungshallen und der Neubau eines Verwaltungsgebäudes der Deutschen Bundesbank.
Die Fortsetzung der Straße des 18. Oktober im Wilhelm-Külz-Park bis zur Straße An der Tabaksmühle vor dem Völkerschlachtdenkmal führt zunächst als Brücke über die S-Bahntrasse und die Ferngleise der Deutschen Bahn. Diese Brücke wurde von 2019 bis 2021 neu errichtet, nachdem der Erstbau von 1912 im Jahr 2016 abgerissen werden musste. Die neue Brücke ist, an die Völkerschlacht von 1813 erinnernd, 18,13 Meter breit und für Fußgänger und Radfahrer freigegeben.

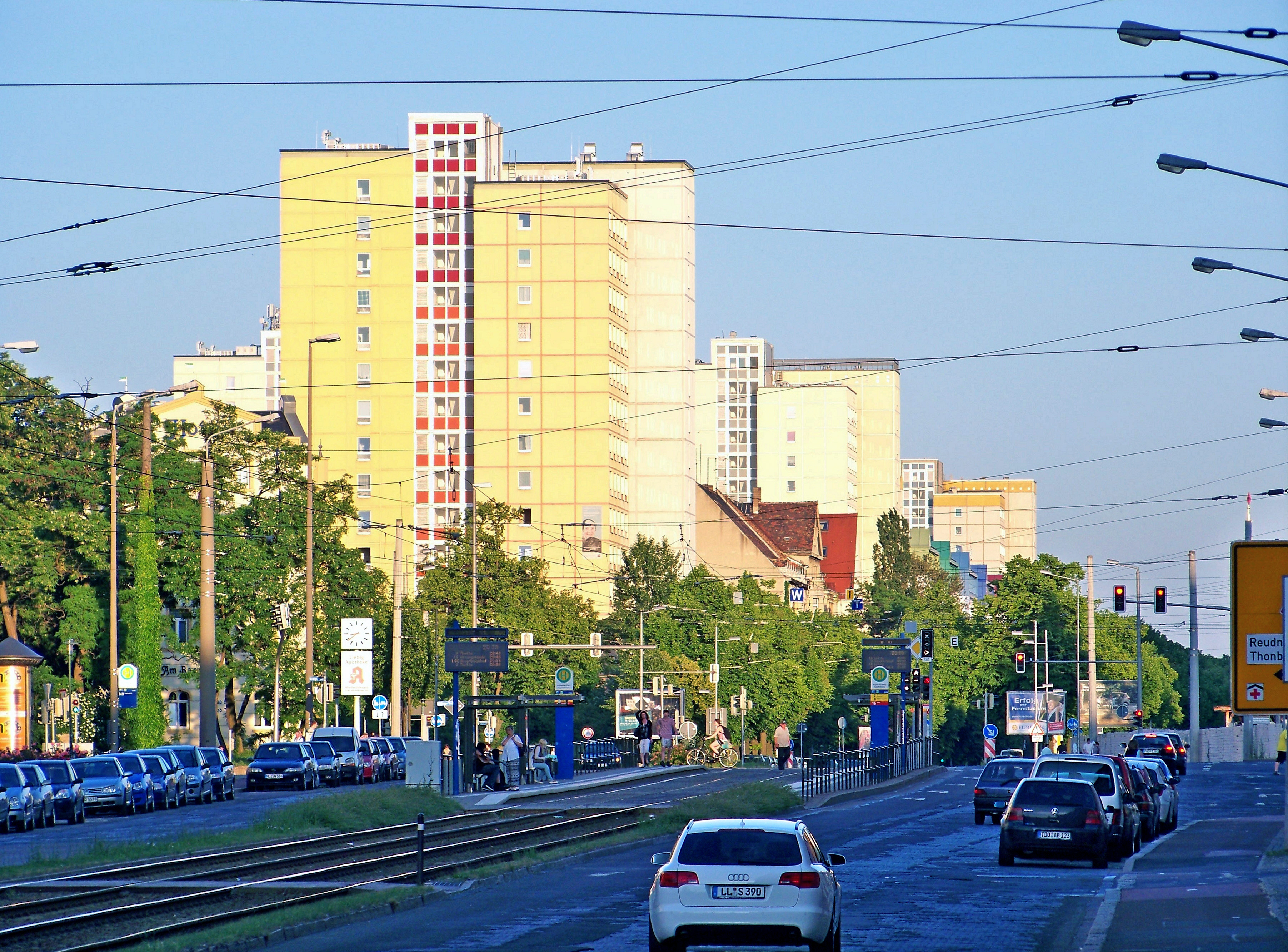
Der Beginn der Straße am Bayerischen Bahnhof
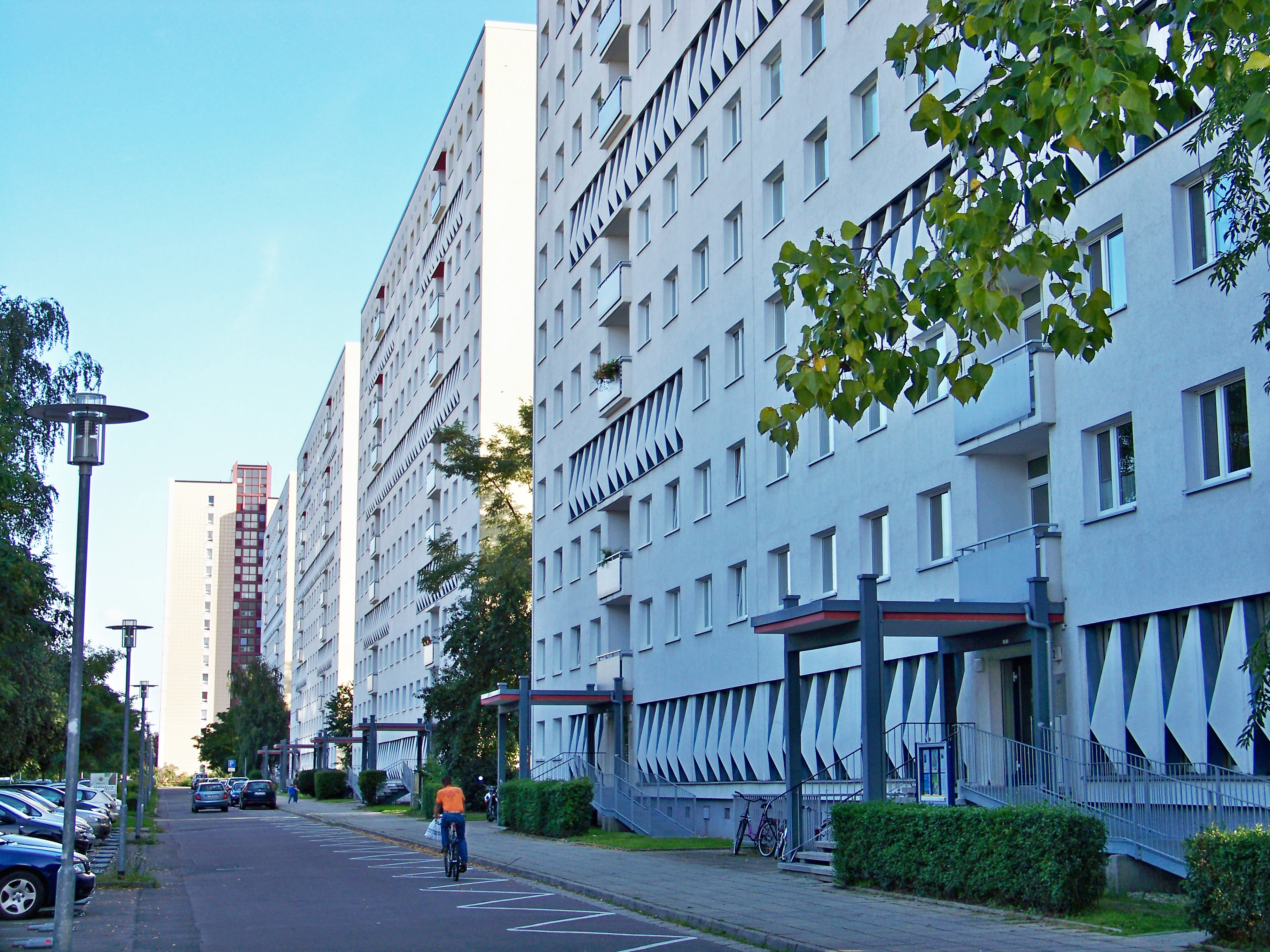
P2-Plattenbauten
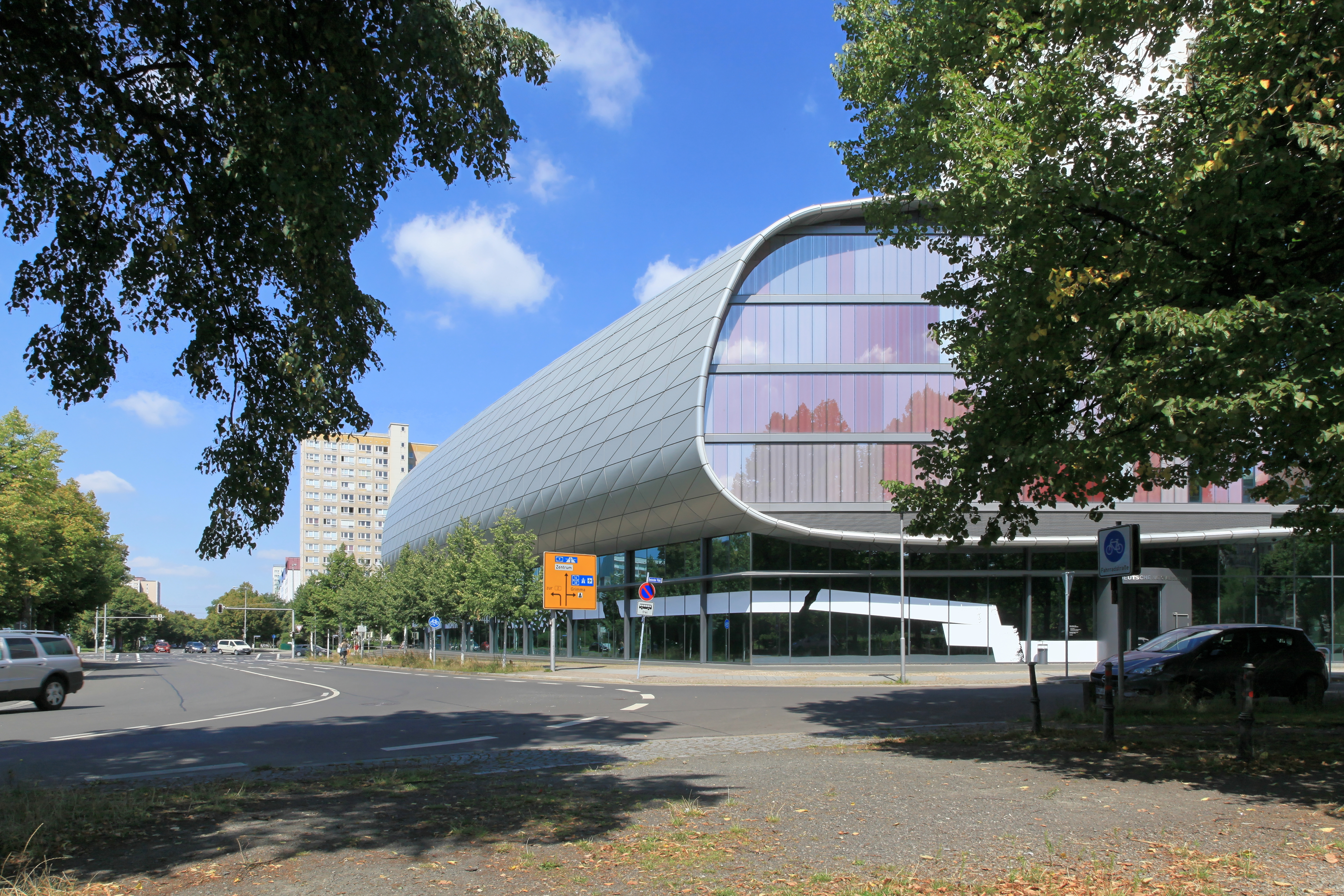
Der Erweiterungsbau der Deutschen Bücherei
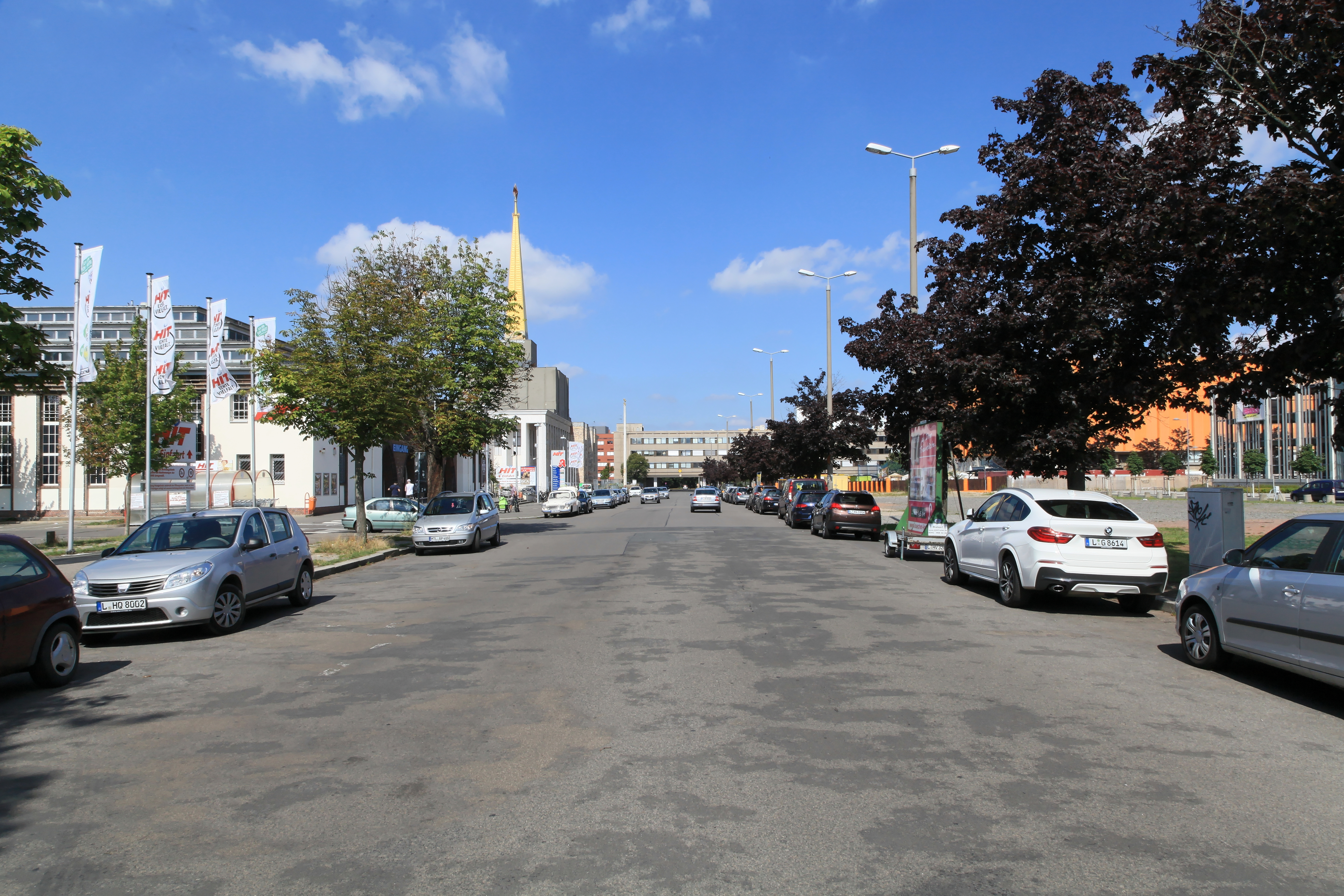
Auf dem Alten Messegelände
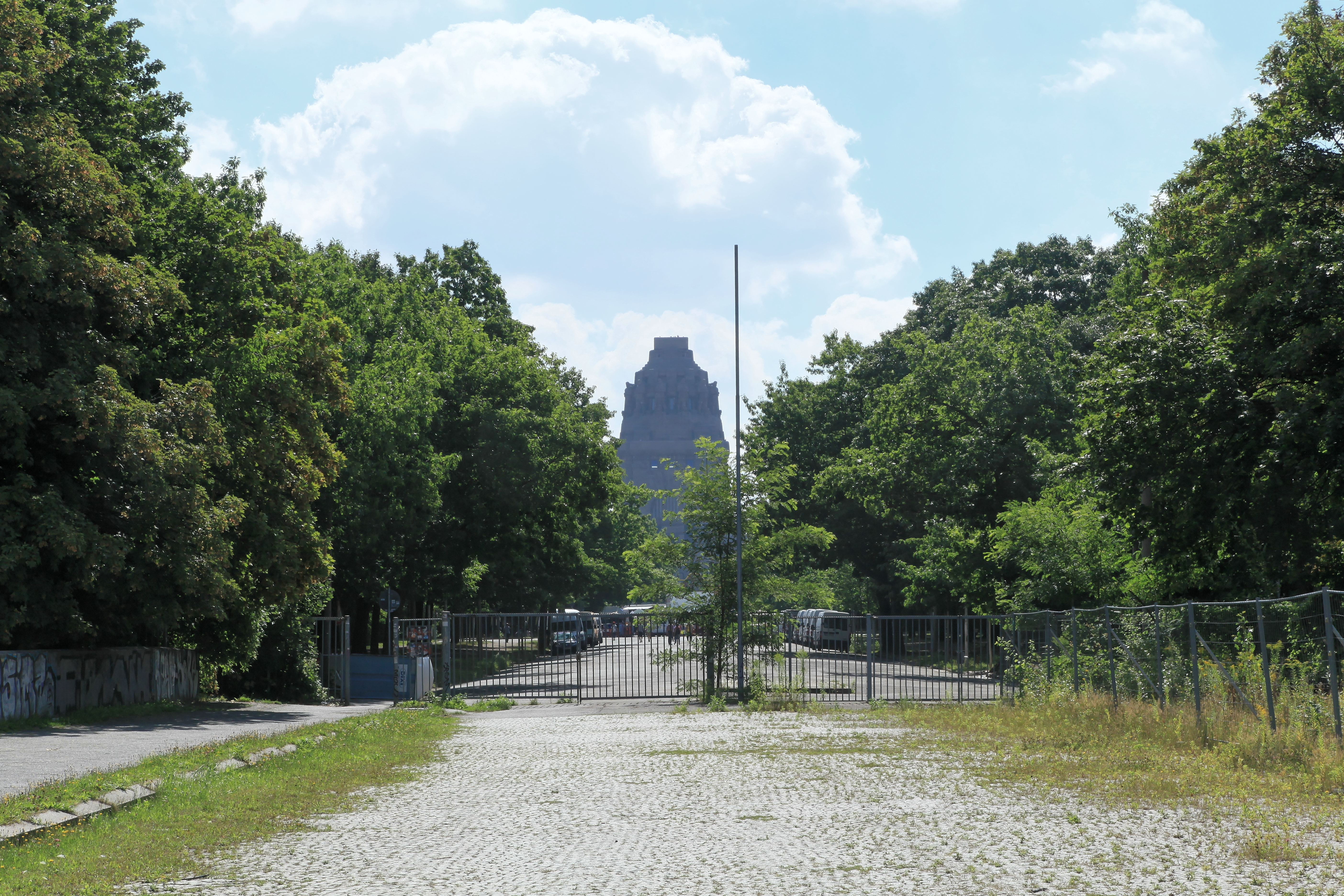
Im Wilhelm-Külz-Park

## Geschichte
Erste Überlegungen zum Bau der Straße entstanden im Zusammenhang mit dem Wettbewerb zum Bau des Völkerschlachtdenkmals in den letzten Jahren des 19. Jahrhunderts. Nach einem Bebauungsplan von 1899 sollte die Hauptachse der äußeren Südvorstadt auf das im Bau befindliche Völkerschlachtdenkmal ausgerichtet werden. Eine breite Prachtstraße war angedacht, die zunächst 1909 nach langer Diskussion im Stadtrat ihren Namen erhielt.

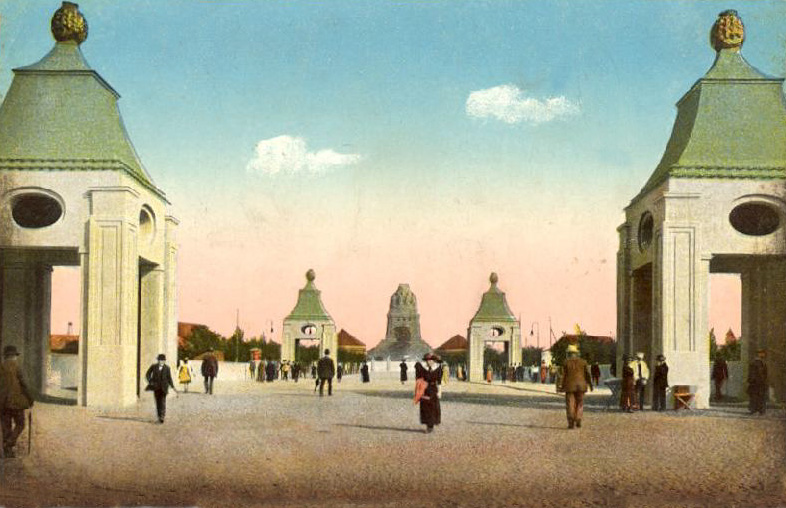
Südostende der Straße zur Internationalen Bauausstellung 1913

Auf einem Stadtplan von 1914 ist die Straße lediglich auf dem späteren Gelände der Technischen Messe bebaut, auf dem ein Jahr zuvor die Internationale Baufach-Ausstellung 1913 stattgefunden hatte. Auch der erhöhte Übergang über das Bahngelände in Richtung Völkerschlachtdenkmal war fertiggestellt.
1911 hatte der für die Stadterweiterung Leipzigs zuständige Architekt Hans Strobel einen Bebauungsplan für die äußere Südostvorstadt vorgelegt, nach welchem die Straße als reine Wohnstraße ohne Verkehr mit herrschaftlichen, viergeschossigen Häusern mit Vorgärten bebaut werden sollte. Ab 1914 wurden an der Kreuzung Johannisallee drei solche bis heute erhaltene Häuser errichtet. Abgesehen von der Deutschen Bücherei (1919) unterblieb, hauptsächlich kriegsbedingt, bis nach dem Zweiten Weltkrieg jede weitere Bebauung. Es breiteten sich Kleingartenanlagen und kleinere Gewerbebetriebe aus.
An weiteren Planungen mangelte es nicht. Sie reichten von zehn gewaltigen Messehotels über die komplette Verlagerung der Leipziger Universität an die Straße bis zu Parteibauten der Nationalsozialisten.
Neues Wohnviertel
Nach einem Ideenwettbewerb von 1963 lag im März 1967 unter dem Stichwort „Messemagistrale“ eine Zielplanung für ein neues Wohngebiet an der Straße des 18. Oktober vor. Wolfgang Scheibe war der führende Architekt der Ausführungsplanung.
Der Baubetrieb begann im Februar 1968 mit den Fundamenten für die Internate. Während der sogenannten Sommerinitiative arbeiteten im Juli 1968 Studenten am Bau der künftigen Wohnheime mit, die aus dem Wohnungsbautyp der Mittelganghäuser für kleine Appartements entwickelt worden waren.
Für den Bau des neuen Wohnviertels wurde im Norden Leipzigs das Plattenwerk Neuwiederitzsch errichtet, das ab Juli 1968 die Produktion der Großtafelelemente aufnahm, insbesondere für den elfgeschossigen Plattenbautyp P2, und das für eine Kapazität von etwa 1.700 Wohnungen pro Jahr ausgelegt war. Ab 1969 wurden die ersten Gebäude nach der sogenannten 60-Tage-Technologie – 88 Wohnungen in 60 Werktagen ab Montagebeginn einschließlich Ausbau – errichtet.

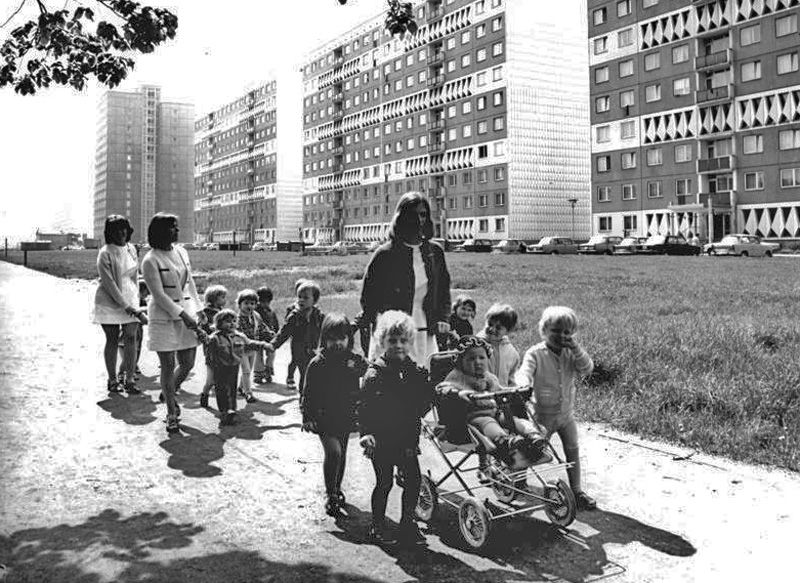
Szene aus dem Jahr 1975

In wenigen Jahren entstanden in dem Wohngebiet, für das sich der Name Straße des 18. Oktober einbürgerte (obwohl südwestlich weitere Straßen bebaut wurden), etwa 2.050 Wohnungen, rund 4.000 Internatsplätze, drei Schulgebäude, eine Schulsporthalle, drei Kinderkombinationen, eine Kaufhalle und eine Schwimmhalle. Vom geplanten Stadtteilzentrum mit Gaststätte, Bibliothek und Ambulanz wurden nur das Fundament und das Kellergeschoss errichtet, worauf 1980 lediglich eine Kaufhalle gebaut wurde.
1974 war das Wohngebiet fertiggestellt, das ein sehr beliebtes wurde, wo auch Angehörige der DDR-Nomenklatura und -Prominenz wohnten, so etwa der Erste Sekretär der SED-Bezirksleitung Leipzig Horst Schumann, der Gewandhauskapellmeister Kurt Masur, die Schauspielerin Christa Gottschalk und der Schlagerkomponist Arndt Bause.